# Alex Kardoš
Alex Kardoš (tudi Kardos ali Kardosh), slovenski tiskar, založnik in urednik v Združenih državah Amerike, * 12. julij 1896, Andrejci, † 13. februar 1985, Sebring, Florida. 
V Murski Soboti se je izučil za tiskarja in knigoveza. Leta 1922 se je preselil v Bethlehem v Pensilvaniji in tam delal pri Ameriško-slovenski založniški družbi, od leta 1929 pri Ameriški slovensko-madžarski založniški družbi. V letih 1924-1954 je bil urednik časopisa Amerikanszki Szlovencov glász, nekaj časa tudi lastnik tiskarne in izdajatelj časopisa. Časopis je pod njegovim uredništvom spodbujal slovensko narodno zavest ter gojil kulturno, jezikovno in versko izročilo, življenje in identiteto prekmurskih izseljencev v Združenih državah Amerike pa tudi ponekod v Evropi. V 3. desetletju prejšnjega stoletja je bil Kardoš skupaj z učiteljem evangeličanske cerkeve Aleksandrom Polgarjem vodilna osebnost pri organiziranju kulturne in družabne dejavnosti Slovencev v Bethlehemu in drugih mestih. Organiziral je redna tedenska srečanjav Slovenskem domu. Pomagal pa je tudi madžarski narodnostni skupnosti v Bethlehemu pri časopisu Betlehemi Hiradó in kulturnem delovanju. 